# ساموئل لورکا
ساموئل لورکا (انگلیسی: Samuel Llorca؛ زادهٔ ۲۶ آوریل ۱۹۸۵) بازیکن فوتبال اهل اسپانیا است.
از باشگاه‌هایی که در آن بازی کرده‌است می‌توان به باشگاه فوتبال هرکولس، باشگاه فوتبال دپورتیوو آلاوس، باشگاه فوتبال رئال وایادولید، باشگاه فوتبال الچه، و باشگاه فوتبال سلتاویگو اشاره کرد.